# Гаммертинген
Гаммертинген (нем. Gammertingen, алем. нем. Gãmerdenga) — город в Германии, в земле Баден-Вюртемберг.
Подчинён административному округу Тюбинген. Входит в состав района Зигмаринген. Население составляет 6451 человек (на 31 декабря 2010 года). Занимает площадь 52,97 км². Официальный код — 08 4 37 031.

## Фотографии

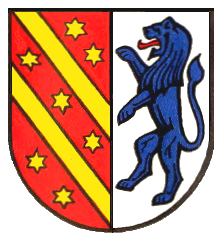
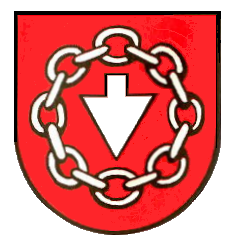

## Города-побратимы
- Трегё (Франция, с 1990)[2]